# Danaïl Papazov
Danaïl Papazov (Данаил Папазов, en bulgare), né le 23 février 1959 à Krassen, est un homme politique bulgare membre du Parti socialiste bulgare (BSP). Il est ministre des Transports entre le 29 mai 2013 et le 6 août 2014.

## Biographie

### Formation et vie professionnelle
Il a fait ses classes à l'académie navale de Varna et obtenu un diplôme en administration des affaires à la nouvelle université bulgare de Sofia. En 2001, il est nommé directeur exécutif du port de Varna.

### Activités politiques
En 2011, les Citoyens pour le développement européen de la Bulgarie (GERB) envisagent de le présenter comme chef de file aux élections municipales à Varna. Le 29 mai 2013, il est nommé ministre des Transports, des Technologies de l'information et des Communications dans le gouvernement de centre-gauche de Plamen Orecharski. Il est remplacé le 6 août 2014 par l'indépendante Nikolina Angelkova.